# Chondrocladia dichotoma
Chondrocladia dichotoma är en svampdjursart som beskrevs av Claude Lévi 1964. Chondrocladia dichotoma ingår i släktet Chondrocladia och familjen Cladorhizidae.
Artens utbredningsområde är havet kring Seychellerna. Inga underarter finns listade i Catalogue of Life.